# Vážsky Dunaj
Vážsky Dunaj este o arie protejată (arie specială de conservare — SAC, sit de importanță comunitară — SCI) din Slovacia întinsă pe o suprafață de 756,13 ha, integral pe uscat.

## Localizare
Centrul sitului Vážsky Dunaj este situat la coordonatele 47°50′38″N 18°03′45″E / 47.844013°N 18.062506°E.

## Înființare
Situl Vážsky Dunaj a fost declarat sit de importanță comunitară în septembrie 2015 pentru a proteja 15 specii de animale. Situl a fost protejat și ca arie specială de conservare în octombrie 2017.

## Biodiversitate
Situată în ecoregiunea panonică, aria protejată conține 3 habitate naturale: Pajiști aluvionare inundabile, de Cnidion dubii, Păduri mixte riverane de Quercus robur, Ulmus laevis și Ulmus minor, Fraxinus excelsior sau Fraxinus angustifolia, de-a lungul marilor râuri (Ulmenion minoris), Păduri aluvionare cu Alnus glutinosa și Fraxinus excelsior (Alno-Padion, Alnion incanae, Salicion albae).
La baza desemnării sitului se află mai multe specii protejate:
- amfibieni (1): buhai de baltă cu burta roșie (Bombina bombina)
- mamifere (2): castor (Castor fiber), vidră de râu (Lutra lutra)
- nevertebrate (1): Unio crassus
- pești (11): avat (Aspius aspius), zvârluga (Cobitis taenia), Gymnocephalus baloni, răspăr (Gymnocephalus schraetzer), săbiță (Pelecus cultratus), boarță (Rhodeus sericeus amarus), Romanogobio albipinnatus, Rutilus pigus, dunăriță (Sabanejewia aurata), fusar (Zingel streber), pietrar (Zingel zingel)